# 両國梶之助 (1874年生)
両國 梶之助（りょうごく かじのすけ、1874年3月25日 - 1949年1月11日）は、長崎県北高来郡（現：長崎県諫早市）出身の元大相撲力士。本名は古川 九八（ふるかわ きゅうはち）。

## 来歴
1874年（明治7年）3月25日に長崎県北高来郡（現・諫早市）で農家を営む家に生まれる。家業に従事しながら土地相撲では「若木野」という四股名で活躍したが、顔役の楠という人物に才能を見出されて不知火部屋（大坂相撲）へ連れて行かれた。しかし、ここでは入門を快諾してもらえなかったことから時津風部屋（大坂相撲）へ入門したが、入門後は順調に出世したことで不知火に懇望され、不知火部屋に転属した。四股名は本名から取った「九（いちじく）」で、後に「一軸（読みは同じ）」、「國岩」と改めて活躍した。「九」は2017年の相撲雑誌にて、イチジク製薬を連想させる珍四股名として扱われている。この頃の東京相撲では大関・荒岩亀之助と共に「東西の両岩」と称された。
同じ大坂相撲の中村部屋に所属していた同い年の常陸山谷右エ門と意気投合し、やがて東京相撲・出羽ノ海部屋へ戻った常陸山の後を追うように、1902年（明治35年）に常陸山へ入門、1903年1月場所では「両國 梶之助」と改名した上で、幕内格付出で東京相撲での初土俵を踏んだ。
東京相撲ではいわゆる「手取り型」の相撲で一本背負いをはじめとした多彩な技を繰り出して活躍し、1905年（明治38年）5月場所では小結へ昇進した。この場所を全休したことで降格、三役在位の場所は最終的にこの場所限りだったが、梅ヶ谷藤太郎（2代）を破るなど幕内上位で活躍した。また太刀山峯右エ門に強く、通算対戦成績が4勝4敗の互角だった。1912年（明治45年）1月場所を最後に現役を引退し、年寄・入間川（12代）を襲名した。
引退後は入間川部屋を創設して多くの力士を育成しながら、常陸山を補佐する。1922年（大正11年）に常陸山が没すると、その跡を継いで出羽ノ海部屋を率いたが、その際に常陸山への敬意として「ノ」を外して「出羽海部屋」と改めた。その後は常陸山が生前に角界随一の名門部屋に育て上げた部屋を盛り立て、最終的には番付の片側を出羽海一門で占めるほどの隆盛を極めた。年寄・出羽海としても武藏山武・両國梶之助（瓊ノ浦）・五ツ嶋奈良男・新海幸藏・笠置山勝一・安藝ノ海節男など、戦前の大相撲を代表する力士を多数育成した。
また、温厚で頭脳明晰な人柄を買われて日本相撲協会の取締筆頭格として、1927年（昭和2年）の大坂相撲との東西合併などで手腕を発揮した。玉錦三右エ門が大関で3場所連続優勝を達成していながら横綱へ昇進させなかったのは玉錦の品格を問題視しており、日本刀を振り回しながら追い掛けられた逸話（実話ではないとも言われている）と共に、当時の出羽海の権勢がどれほど大きかったのかを物語る話として有名である。しかし、1923年（大正12年）9月1日に発生した関東大震災によって旧・両国国技館が被災したことで、これを再建するための負債に加えて、角界の悪弊として残っていた不明朗な財政体質、大坂相撲との東西合併によって抱え込んだ多くの力士の問題など、課題は山積み状態だった。これによって力士の不満が爆発したのが1932年（昭和7年）1月6日に勃発した春秋園事件で、常陸山からの預かり弟子かつ自らの付き人にも選んだ天竜三郎が企てたこの事件によって、番付の西方に所属していた力士20名中、出羽海部屋所属の幕内力士19名全員を含む幕内29名、十両19名、幕下以下5名が一度に日本相撲協会を脱退、予定していた同年1月場所を延期する事態に発展した。この事件によって、出羽海は責任を取って取締を辞職、相談役に退いた。
相談役に退いた後も部屋の経営は続けていたが、1949年（昭和24年）1月11日に死去、74歳没。

## エピソード
- 現在の出羽海部屋では、幕下へ昇進するまでは四股名を名乗らせない。この慣例は両國の代から始まったものと言われ、「未だ海の物とも山の物とも知れない新弟子に、『海』とか『山』とか名を付けられるか」という言葉が残っている。この四股名に関する慣例は1926年年から始まったとされるが、そのきっかけは、部屋の廃業力士が事件を起こして現役時の四股名が報じられた事だった。これに心を痛めた両國は、新弟子にすぐに四股名をつけることはやめたという。
- 素行不良を理由に破門処分を受けた清水川元吉の父親が、復帰を嘆願する遺書を残して自殺を遂げた時には、「命を殺しての嘆願が、将来、二度とあるか」と協会内の反対意見を一蹴し、清水川の復帰を認めた。

## 主な成績（東京）
- 幕内成績：48勝48敗20分5預69休　勝率.500
- 幕内在位：19場所
- 三役在位：1場所（小結1場所）
- 金星：1個（梅ヶ谷（2代）1個）

### 場所別成績
| 1903年 （明治36年） | 前頭 5–0–4 1引分            | 西前頭4枚目 3–5–1 1引分      |
| 1904年 （明治37年） | 西前頭8枚目 4–3–1 1引分 1預 | 西前頭3枚目 1–0–8 1預        |
| 1905年 （明治38年） | 西前頭3枚目 3–1–5 1引分     | 西小結 0–0–10                |
| 1906年 （明治39年） | 西前頭2枚目 1–6–1 2引分     | 西前頭7枚目 0–0–10           |
| 1907年 （明治40年） | 西前頭11枚目 3–0–6 1引分    | 西前頭12枚目 4–2–1 2引分 1預 |
| 1908年 （明治41年） | 西前頭4枚目 2–5–1 1引分 1預 | 西前頭7枚目 3–4–1 2引分      |
| 1909年 （明治42年） | 東前頭12枚目 4–1–3 2引分    | 東前頭4枚目 3–6 1引分        |
| 1910年 （明治43年） | 東前頭9枚目 5–1 3引分 1預   | 東前頭2枚目 0–5–5            |
| 1911年 （明治44年） | 東前頭6枚目 3–3–2 2引分     | 東前頭4枚目 2–3–5            |
| 1912年 （明治45年） | 西前頭12枚目 引退 2–3–5     | x                            |
| 各欄の数字は、「勝ち-負け-休場」を示す。 優勝 引退 休場 十両 幕下 三賞：敢=敢闘賞、殊=殊勲賞、技=技能賞 その他：★=金星 番付階級：幕内 - 十両 - 幕下 - 三段目 - 序二段 - 序ノ口 幕内序列：横綱 - 大関 - 関脇 - 小結 - 前頭（「#数字」は各位内の序列） |                             |                              |